# Берген, Гейбриел
Ге́йбриел «Гейб» Бе́рген (англ. Gabriel "Gabe" Bergen; род. 6 июля 1982, Досон-Крик, Британская Колумбия) — канадский гребец, выступавший за сборную Канады по академической гребле в период 2006—2012 годов. Серебряный призёр летних Олимпийских игр в Лондоне, чемпион мира, победитель и призёр многих регат национального значения.

## Биография
Гейбриел Берген родился 6 июля 1982 года в городе Досон-Крик провинции Британская Колумбия. Сын известного канадского гребца Роберта Бергена, участника Олимпийских игр в Монреале.
Занимался академической греблей во время учёбы в Викторианском университете, состоял в местной гребной команде «Виктория Вайкс», неоднократно принимал участие в различных студенческих регатах.
Карьеру профессионального спортсмена начал в 2005 году, тогда как в 2006 году уже вошёл в основной состав канадской национальной сборной и выступил в восьмёрках на чемпионате мира в Итоне — сумел квалифицироваться лишь в утешительный финал B и расположился в итоговом протоколе соревнований на девятой строке.
В 2007 году в зачёте парных четвёрок выступил на двух этапах Кубка мира и на мировом первенстве в Мюнхене.
На чемпионате мира 2008 года в Линце в распашных рулевых двойках в финале обошёл всех своих соперников и стал чемпионом мира.
В 2009 году выиграл серебряную и бронзовую медали на этапах Кубка мира в Люцерне и Баньолесе соответственно, стал серебряным призёром в восьмёрках на мировом первенстве в Познани.
На чемпионате мира 2010 года в Карапиро выступил в безрульных четвёрках и занял итоговое 12 место.
В 2011 году в восьмёрках взял бронзу на мировом первенстве в Бледе.
Благодаря череде удачных выступлений удостоился права защищать честь страны на летних Олимпийских играх 2012 года в Лондоне. В программе восьмёрок финишировал в решающем заезде вторым позади экипажа из Германии и тем самым завоевал серебряную олимпийскую медаль. Вскоре по окончании этой Олимпиады Берген принял решение завершить карьеру профессионального спортсмена.